# جهوية

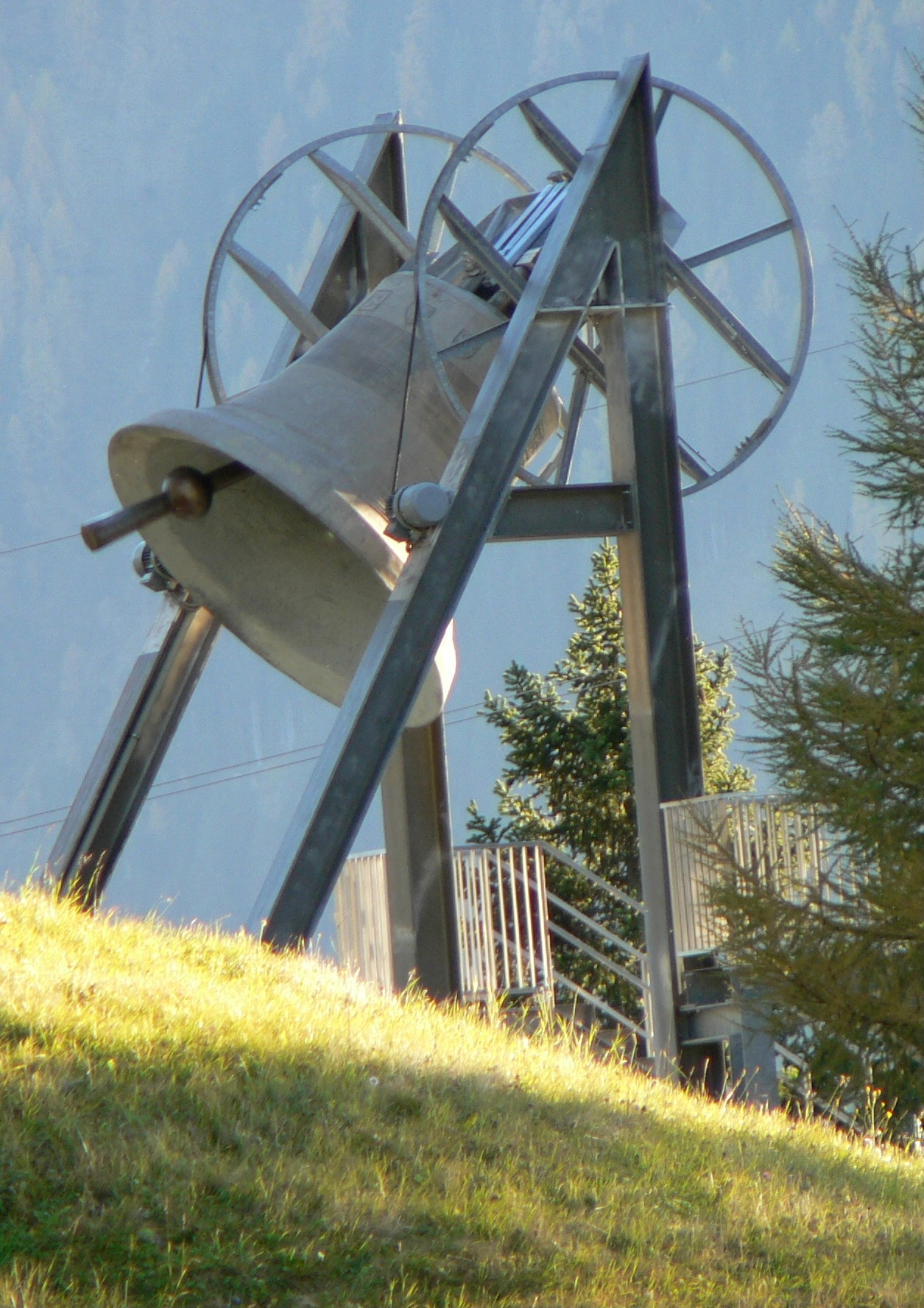

الجهوية  مصطلح متعدد الدلالات يُستخدم في الخطاب الاجتماعي والسياسي والإداري للدلالة على مفاهيم متباينة بحسب السياق. ففي الاستخدام الاجتماعي والسياسي، تشير الجهوية إلى نوع من الولاء أو الانتماء الضيق لمنطقة جغرافية معينة، كقبيلة أو محافظة أو إقليم، على حساب الهوية الوطنية الجامعة. وقد تتجلى هذه الجهوية في التفضيل المناطقي أو التحيز في التوظيف أو السياسة أو التمثيل الاجتماعي، مما يؤدي أحيانًا إلى مظاهر التمييز أو التوتر بين مكوّنات الدولة الواحدة، لاسيما حين تُوظّف هذه النزعة لأغراض فئوية أو انتخابية أو انفصالية.
وفي مقابل هذا المعنى السلبي، يُستخدم مصطلح الجهوية أيضًا للدلالة على نظام إداري حديث يُعرف بـ«الجهوية الموسعة» أو «الجهوية الإدارية»، ويعني تقسيم الدولة إلى وحدات ترابية (جهات أو أقاليم) تتمتع بقدر من الاستقلال الإداري والمالي، وتُناط بها مهام التخطيط المحلي والتنمية الجهوية. وتُعد الجهوية بهذا المعنى وسيلة من وسائل تطبيق اللامركزية، حيث تتوزع بعض صلاحيات الحكومة المركزية على المجالس الجهوية المنتخبة أو المعيّنة، دون أن يُفضي ذلك بالضرورة إلى إضعاف سلطة الدولة المركزية.
ويُنظر إلى الجهوية الإدارية على أنها خيار تنموي وإصلاحي يهدف إلى معالجة التفاوتات المجالية داخل الدولة، وتحقيق عدالة توزيع الموارد، وتفعيل المشاركة المحلية في اتخاذ القرار. وقد اعتمدت بلدان عديدة هذا النموذج بنجاح، لا سيما في أوروبا الغربية، كما في التجربة الفرنسية منذ السبعينات، والتجربة الإسبانية التي منحت الأقاليم سلطات موسعة في إطار الدولة الموحدة. ومع ذلك، فإن الجهوية – سواء الاجتماعية أو الإدارية – قد تُثير إشكالات سياسية أو قانونية إذا لم تُضبط بضوابط قانونية ومؤسسية تضمن وحدة الدولة وتكافؤ المواطنين. إذ يمكن للجهوية، إذا ما تحولت إلى ولاء مناطقي حصري، أن تغذي النزعات الانفصالية أو تضعف التضامن الوطني، وهو ما يدفع بعض الدول إلى الحذر في تبني النماذج الجهوية، أو تقييدها بإشراف مركزي صارم.

## الجهوية: المفهوم والسياقات
الجهوية هي ظاهرة اجتماعية وسياسية تشير إلى تفضيل الولاء والانتماء لمنطقة معينة داخل الدولة على حساب الهوية الوطنية العامة. وتظهر الجهوية عادة في المجتمعات التي تتعدد فيها الانتماءات المحلية، سواء كانت قائمة على أسس قبيلية أو ثقافية أو جغرافية. في بعض الحالات، قد تصبح الجهوية عاملًا يهدد الوحدة الوطنية إذا أدت إلى تعزيز الانقسامات بين المناطق أو إلى نزاعات حول توزيع السلطة والموارد.

## أسباب الجهوية
تنشأ الجهوية نتيجة لمجموعة من العوامل المتعددة، التي تختلف من سياق إلى آخر، ويمكن تلخيص أبرز الأسباب كما يلي:
- العوامل التاريخية: حيث تلعب التجارب الاستعمارية أو النزاعات الداخلية دورًا مهمًا في تغذية الانتماءات الجهوية. ففي بعض الدول، كان الاستعمار يشجع على تقسيم المناطق وإبراز هويات محلية لمواجهة السلطة المركزية.[5]
- التفاوت التنموي: يعزز غياب العدالة في توزيع التنمية بين المناطق مشاعر التهميش في بعض الأقاليم، مما يدفع إلى بروز هويات جهوية تسعى إلى المطالبة بالحقوق التنموية المتوازنة. [6]
- الاختلافات الثقافية واللغوية: في الدول التي تضم شعوبًا متعددة اللغات أو عرقيات مختلفة، يمكن أن تكون الجهوية نتيجة للاختلافات الثقافية أو اللغوية بين المناطق. [7]
- السياسات الحكومية: تؤدي السياسات الحكومية التي تفضل مناطق معينة أو التي تفشل في تلبية احتياجات المناطق الأخرى إلى تعزيز مشاعر الجهوية. [8]

## آثار الجهوية
للجهوية آثار متنوعة على مختلف الأصعدة الاجتماعية والسياسية، تتراوح بين الآثار السلبية والإيجابية حسب كيفية معالجتها في السياق المحلي:
- تعزيز الانقسام الاجتماعي: قد تؤدي الجهوية إلى إضعاف الهوية الوطنية وتعزيز الانقسامات داخل المجتمع، مما يعوق التلاحم الاجتماعي.[9]
- النزاعات السياسية: قد تشهد بعض الدول صراعات سياسية نتيجة للجهوية، حيث تسعى مناطق معينة إلى الحصول على صلاحيات أو حقوق إضافية في الشؤون السياسية أو الاقتصادية، ما يؤدي إلى ظهور حركات انفصالية أو صراعات بين الحكومة المركزية والمناطق. [10]

- الاستغلال السياسي: يمكن أن يتم استغلال الجهوية من قبل الأحزاب السياسية التي تسعى إلى توظيف المشاعر الجهوية لصالحها لزيادة شعبيتها أو نفوذها.[11]

## الجهوية والنظام المركزي
تُقابل الجهوية عادة بمفهوم النظام المركزي، الذي يقتصر فيه توزيع السلطة على الحكومة المركزية، بينما تُحدَّد صلاحيات الأقاليم أو المحافظات بشكل محدود. في المقابل، تدعو الجهوية إلى توزيع السلطة على عدة مستويات إدارية داخل الدولة، وهو ما يتيح درجة من الاستقلال الإداري أو السياسي للمناطق المختلفة. 
في العديد من الحالات، يسعى بعض الدول إلى التوازن بين النظامين، حيث تبقى السلطة السياسية في يد الحكومة المركزية مع تفويض بعض السلطات الإدارية للمناطق. هذا التوازن يضمن وحدة الدولة ويتيح تنمية محلية متوازنة. وقد تحقق هذا التوازن بنجاح في دول مثل فرنسا وإسبانيا، حيث تم تطبيق "الجهوية المنظمة" ضمن إطار دستوري يحافظ على وحدة الدولة. 

## نماذج من الدول في تطبيق الجهوية
- فرنسا: يُعد النموذج الفرنسي من أنجح النماذج في تطبيق الجهوية المنظمة. منذ العام 1982، بدأت الدولة عملية لا مركزية شاملة منحت المناطق صلاحيات مهمة في مجالات التخطيط الحضري والتعليم والنقل، مع الحفاظ على وحدة الدولة المركزية. [14]

- إسبانيا: من خلال الدستور الإسباني لعام 1978، تم منح الأقاليم ذات الحكم الذاتي صلاحيات واسعة، وهو ما ساعد على تهدئة النزاعات الإقليمية مثل تلك المتعلقة بكاتالونيا والباسك.[15]
- بلجيكا: اعتمدت بلجيكا نموذجًا فدراليًا يعترف باللغات المختلفة للمجتمع البلجيكي، وهو ما ساعد على تقليل التوترات اللغوية والسياسية. رغم ذلك، يعد هذا النظام معقدًا ومرهقًا من الناحية المؤسسية. [16] دول فشلت في تطبيق الجهوية

- العراق: بعد 2003، أدى تطبيق الجهوية الطائفية إلى تقسيم الدولة واندلاع صراعات مسلحة بين مختلف الطوائف والأقاليم، نتيجة للانقسامات حول توزيع السلطة والموارد. [17]

- ليبيا: بعد 2011، فشلت محاولات تطبيق الجهوية في ليبيا نتيجة لغياب التوافق السياسي والاقتصادي، ما أسفر عن تفكك الدولة وتزايد الانقسامات المناطقية والنزاعات السياسية المسلحة. [18]